# 3-Dezoksi-mano-oktulozonat citidililtransferaza
3-Dezoksi-mano-oktulozonat citidililtransferaza (EC 2.7.7.38, CMP-3-dezoksi-D-mano-oktulozonat pirofosforilaza, 2-keto-3-dezoksioktonat citidililtransferaza, 3-dezoksi--mano-oktulozonat citidililtransferaza, CMP-3-dezoksi--mano-oktulozonatna sintetaza, CMP-KDO sintetaza, CTP:CMP-3-dezoksi-D-mano-oktulozonatna citidililtransferaza, citidin monofosfo-3-dezoksi--mano-oktulozonatna pirofosforilaza) je enzim sa sistematskim imenom CTP:3-dezoksi--mano-oktulozonat citidililtransferaza. Ovaj enzim katalizuje sledeću hemijsku reakciju
CTP + 3-dezoksi--mano-oktulozonat {\displaystyle \rightleftharpoons } difosfat + CMP-3-dezoksi--mano-oktulozonat

## Literatura
- Nicholas C. Price; Lewis Stevens (1999). Fundamentals of Enzymology: The Cell and Molecular Biology of Catalytic Proteins (Third изд.). USA: Oxford University Press. ISBN 019850229X.
- Eric J. Toone (2006). Advances in Enzymology and Related Areas of Molecular Biology, Protein Evolution (Volume 75 изд.). Wiley-Interscience. ISBN 0471205036.
- Branden C; Tooze J. Introduction to Protein Structure. New York, NY: Garland Publishing. ISBN 0-8153-2305-0.
- Irwin H. Segel. Enzyme Kinetics: Behavior and Analysis of Rapid Equilibrium and Steady-State Enzyme Systems (Book 44 изд.). Wiley Classics Library. ISBN 0471303097.
- William P. Jencks (1987). Catalysis in Chemistry and Enzymology. Dover Publications. ISBN 0486654605.

## Spoljašnje veze
- 3-deoxy-manno-octulosonate+cytidylyltransferase на 